# 橋本美穂
橋本 美穂（はしもと みほ、1970年1月1日-）は、日本のフリーアナウンサー。気象予報士の資格を持ち、有限会社ミップ・ステーション代表取締役でもある。

## 略歴・人物
愛知県小牧市出身。南山短期大学英語科卒業後、トヨタ自動車に入社、3年間一般職として勤務した。
トヨタ退社後、フリーアナウンサーに転身。地元で24年ぶりとなる民放FM局・FM名古屋（現在のZIP-FM）のオーディションに合格した。同年10月の開局後『HEADLINE NEWS』『WEATHER INFORMATION』を担当しており、同局リスナー(通称"ZIPPIE")達の人気と信頼を一部で集めている。ZIP-FM開局以来の出演者はジェイムス・ヘイブンスと彼女の2人だけとなっており、現在は彼の担当である『J-BREAK』の1コーナー「KNOW・KEY!（ノーテンキー）」を2人で担当している他（番組内のニュースや天気も彼女が担当）、『にっぽんど真ん中祭り』など各種イベントで共に登場することも多い。
ZIP-FMでの活動がきっかけで気象予報士講座を受講、3度目の受験となった2003年に合格。以降は気象予報士としても活動している。また、名古屋圏で行われる著名人のトークショーでのMCや結婚式での司会など、活動は多岐に渡る。
2007年、新規BSデジタルテレビ局である日本BS放送（BS11）の開局に際しそのオーディションにも合格したことで、東京のみならずいきなり全国区進出。番組終了まで週1回は東京で過ごしていた。

## 現在の担当番組

### ラジオ
いずれもZIP-FM。
- J-BREAK（月曜 - 木曜 11:30 - 14:00[1]、番組内のHEADLINE NEWS、WEATHER INFORMATION及び番組内コーナー「KNOW・KEY!」担当）
- HEADLINE NEWS
- WEATHER INFORMATION（現在は気象予報士として出演）
- オープニング・クロージングナレーション

## 過去の担当番組

### テレビ
- 楽KEY（CBCテレビ）
- 大人の自由時間「水曜日・なぎら開宝計画」アシスタント（BS11デジタル）

### ラジオ
- エピキュリアンタイム（エフエム三重）
- ソングフォーラバーズ（エフエム三重）